# Kamptodiplosis reducta
Kamptodiplosis reducta är en tvåvingeart som beskrevs av Ephraim Porter Felt 1918. Kamptodiplosis reducta ingår i släktet Kamptodiplosis och familjen gallmyggor.
Artens utbredningsområde är Filippinerna. Inga underarter finns listade i Catalogue of Life.